# 1220.
◄ | 12. stoljeće | 13. stoljeće | 14. stoljeće | ►
◄ | 1190-ih | 1200-ih | 1210-ih | 1220-ih | 1230-ih | 1240-ih | 1250-ih | ►
◄◄ | ◄ | 1217. | 1218. | 1219. | 1220. | 1221. | 1222. | 1223. | ► | ►►
Arhitektura • Astronomija • Glazba • Knjige • Književnost • Kršćanstvo • Medicina • Pravo • Promet • Znanost

## Događaji
- 22. studenog – Njemačkog kralja Fridrika II. iz roda Staufer papa Honorije II. okrunio je za rimsko-njemačkog cara. Fridrik je zauzvrat obećao (peti) križarski pohod na Palestinu. Pohod je počeo 1228. godine.

## Rođenja
- 30. svibnja – Aleksandar Nevski, ruski knez († 1263.)

## Smrti
- Wolfram von Eschenbach – njemački vitez i pjesnik (* oko 1170.)

## Vanjske poveznice
|  | Zajednički poslužitelj ima još gradiva o temi 1220. |